# Ippatsu Kanta-kun
Ippatsu Kanta-kun (一発貫太くん?) es una serie de anime japonesa creada por Tatsunoko Production en colaboración con Topcraft.
Junto con "Fūsen Shōjo Temple-chan", Ippatsu Kanta-kun fue una de las últimas obras por las cuales el cofundador de Tatsunoko, Tatsuo Yoshida, fue acreditado como creador; Yoshida falleció antes de que la serie comenzara a emitirse. La serie fue lanzada en dos conjuntos de cajas de DVD en enero de 2010.

## Trama
Kanta Tobase (en japonés: 戸馳貫太) vive en el centro de la ciudad con su madre, siete hermanos y hermanas, y el perro de la casa. Es muy entusiasta del béisbol. Sin embargo, su madre nunca permite a sus hijos siquiera hablar sobre béisbol, y mucho menos jugarlo, ya que cree que su esposo murió accidentalmente debido al béisbol.
En cuanto a Kanta, él continúa jugando béisbol en secreto desde temprano en la mañana. Un día, un amigo le pide a Kanta que juegue como sustituto en un equipo. Cuando Kanta completa una gran jugada, ve a su madre parada allí con una expresión sombría. Ella le dice a Kanta que nunca más juegue béisbol. Pero Kanta no se rinde. Como de costumbre, sale al campo temprano al día siguiente para practicar. Cuando su madre, conmovida por el entusiasmo de Kanta, decide ayudarlo y hasta propone organizar un equipo de béisbol propio.
Nunca lanzado en inglés, el anime tuvo éxito en la televisión de Italia (como Il fichissimo del baseball) y en Polonia (como Baseballista). Es importante destacar que marcó el debut como director del entonces miembro del personal de Tatsunoko y futuro director de "Ghost in the Shell" y "Urusei Yatsura", Mamoru Oshii, como director de episodios.

## Casting
- Chikako Akimoto es Ichiro
- Kaneto Shiozawa es Jiro
- Katsuji Mori es Fujita
- Kazue Komiya es Shiro Tobase

## Música
La música de la serie fue compuesta por Akisuke Ichikawa, Koba Hayashi y Shōsuke Ichikawa. La canción de apertura fue acompañada por la canción "Yaru zo Ippatsu Yakyuudou" y la canción de cierre es "Homers no Uta". Las letras fueron compuestas por Shōsuke Ichikawa, arregladas por Hiroshi Tsutsui, con letras de Akira Ito y cantadas por Young Fresh y Koorogi '73. Después del álbum de la serie de televisión, se lanzaron piezas del soundtrack hasta 2018 en otros 12 álbumes que se dedicaron a la serie, obras del estudio Tatsunoko Production o clásicos del anime.